# Randy Moss
Randall Gene Moss (Rand, Virgínia Ocidental, 13 de fevereiro de 1977) é um ex-jogador de futebol americano que atuava como wide receiver na National Football League. Ele foi originalmente draftado pelos Minnesota Vikings em 1998. Ele jogou futebol americano universitário pela Universidade Marshall.
Moss jogou seus primeiros sete anos como profissional em Minnesota antes de ser mandado para o Oakland Raiders em 2005 numa troca. Em 29 de abril de 2007, Moss foi mandado para o New England Patriots, por uma escolha na quarta rodada do draft do ano seguinte. Moss detém o recorde da NFL de maior número de recepções para touchdown numa temporada (23, em 2007) e também de maior número de recepções para touchdown por um novato, sendo 17 TDs em 1998. Em 6 de outubro de 2010, Moss foi trocado pelos Patriots e regressou a Minnesota para o restante da temporada de 2010, contudo, em 1 de novembro ele foi dispensado pelos Vikings. Dois dias depois, Moss assinou com os Tennessee Titans onde não teve uma boa passagem.
Em 1 de agosto de 2011, o agente esportivo de Moss, Joel Segal, anunciou que o jogador havia oficialmente se aposentado. Mas em 2012, ele confirmou o retorno aos campos e assinou um contrato com o San Francisco 49ers, mas ele acabou sendo dispensado ao fim da temporada.

## Primeiros anos
Moss nasceu em Charleston, Virgínia Ocidental, e mudou-se para Rand, Virgínia Ocidental ainda jovem. Ele freqüentou a DuPont High School, uma das duas escolas que mais tarde se consolidaram na Riverside High School, onde ele se destacou no futebol americano, basquete, beisebol e atletismo. Randy também estava na equipe de debate da escola.
No campo de futebol americano, Moss liderou o DuPont Panthers em um bi-campeonato estadual em 1992 e 1993. Ele era uma estrela como wide receiver, mas também jogava com safety, retornava kickoffs e punts, e era o kicker e o punter da equipe. Em 1994, ele foi homenageado com o Kennedy Award como o Jogador do Ano da Virgínia Ocidental. A revista Parade nomeou-o para o time All-American em 1995 e em 2009 o nomeou um dos 50 maiores jogadores de futebol americano do ensino médio de todos os tempos.
Além de jogar futebol americano na DuPont, Moss foi duas vezes eleito Jogador do Ano da Virgínia Ocidental no basquete (em 1994 foi eleito co-jogador do ano), onde foi companheiro de equipe do futuro jogador da NBA, Jason Williams.
Em 1992, aos 15 anos, Moss juntou-se à equipe de atletismo e foi campeão estadual da Virgínia Ocidental nos 100 e 200 metros, com tempos de 10,94 segundos e 21,95 segundos, respectivamente. Este foi o único ano em que ele competiu no time de atletismo da escola, mas depois ele se juntou ao time de corrida da Universidade Marshall e baixou seu tempo no 200 m para 21,15 segundos. Ele também jogou como Campista central no time de beisebol.

## Carreira universitária
O sonho de Moss era ir para Universidade de Notre Dame, mas ele também considerou ir para Universidade Estadual de Ohio, onde seu meio-irmão, Eric, jogou como offensive tackle. O ex-técnico da Universidade de Notre Dame, Lou Holtz, disse que "Randy Moss foi o melhor jogador de futebol americano universitário que eu já vi". O treinador de Universidade do Estado da Flórida, Bobby Bowden, disse: "Ele era tão bom quanto Deion Sanders. Esse garoto era apenas um Deion maior".
Depois de assinar originalmente uma carta de intenções para jogar futebol americano universitário na Universidade de Notre Dame em 1995, Moss participou de uma luta racista em sua escola que deixou uma pessoa hospitalizada. Em 23 de março de 1995, Moss havia apoiado um amigo em uma briga contra um estudante branco que supostamente fazia comentários racistas em relação ao amigo de Randy. Moss foi inicialmente acusado de um crime por chutar o aluno, mas depois foi reduzido a uma contravenção. Em 1 de agosto de 1995, Moss se confessou culpado de duas acusações de contravenção e foi sentenciado a 30 dias de prisão na cadeia central do sul de Charleston, Virgínia Ocidental. Ele cumpriu 3 dias de prisão a partir daquela noite e seria requisitado a servir os 27 dias restantes dentro dos 18 meses seguintes, depois que completasse seu primeiro ano na faculdade. Moss foi expulso da DuPont e completou sua educação na Escola Alternativa Cabell.
A Universidade de Notre Dame posteriormente negou seu pedido de matrícula, mas isso não impediu que outro programa de futebol universitário de alto nível lhe desse uma chance. Funcionários da Universidade de Notre Dame sugeriram que ele frequentasse a Universidade do Estado da Flórida devido à reputação de seu treinador, Bobby Bowden, por lidar com jogadores problemáticos.

### Calouro (redshirt) (1995)
Por causa de sua carta de intenção de ir para Universidade de Notre Dame, a NCAA o considerou um estudante transferido para Universidade do Estado da Flórida, então ele não pode jogar na temporada de 1995.

### Temporada de calouro (1996)
Em 1996, enquanto cumpria sua sentença de prisão de 30 dias em um programa de liberação de trabalho, Moss testou positivo para maconha, violando assim sua condicional, e foi dispensado da Universidade do Estado da Flórida. Ele cumpriu 60 dias adicionais de prisão por violação da liberdade condicional.
Por fim, Moss foi transferido para a Universidade Marshall, a cerca de uma hora de carro de sua casa. Como Marshall era uma universidade da Divisão I-AA, as regras da NCAA permitiam que ele se transferisse para lá sem perder outro ano.
Em 1996, ele estabeleceu os recordes da Divisão I-AA da NCAA de mais jogos com um touchdown em uma temporada (14), mais jogos consecutivos com touchdown (13), mais touchdowns recebidos em uma temporada e mais jardas de recepção por  um calouro em uma temporada (1 709 em 78 recepções), um recorde que ainda permanece. Moss também foi o principal receptor na Divisão I-AA na temporada, com 612 jardas no total e uma média de 34,0 jardas. Marshall ficou invicto e ganhou o título da Divisão I-AA em sua última temporada antes de passar para a Divisão I-A.
Nos campeonatos de atletismo, ele percorreu os 200 metros em 21,15 segundos, perdendo o recorde da conferência em apenas 0,02 segundos. Apesar de não competir por quatro anos, seu tempo de 21,15 segundos foi um dos melhores do país naquele ano.

### Segunda Temporada (1997)
Na temporada de 1997, o primeiro de Marshall na Divisão I-A, Moss e o quarterback Chad Pennington foram a peça central de um ataque explosivo que levou o time ao título da Conferência Mid-Americana. Moss teve 26 touchdowns naquela temporada, na época um recorde da Divisão I-A, e foi nomeado para Primeira-Equipe All-American.
Moss terminou sua carreira na Universidade Marshall, tendo marcado pelo menos um touchdown em todos os 28 jogos que ele jogou. Ganhou o Prêmio Fred Biletnikoff como o maior receptor do país e foi finalista do Heisman Trophy de 1997 (terminando em quarto na votação, atrás de Ryan Leaf, Peyton Manning e Charles Woodson, que ganhou o prêmio).

### Estatísticas
|           |       |       |                      |                      | Recebendo            | Recebendo            | Recebendo            | Recebendo            | Recebendo            | Correndo             | Correndo             | Correndo             | Correndo             | Correndo             | Correndo             | Retorno de chute     | Retorno de chute     | Retorno de chute     | Retorno de punt      | Retorno de punt      | Retorno de punt      |
| Temporada | Time  | Jogos | REC                  | Jardas               | Média                | TD                   | LNG                  | TEN                  | Jardas               | TD                   | LNG                  | TEN                  | Jardas               | Média                | TD                   | LNG                  | TEN                  | Jardas               | Média                | TD                   | LNG                  |
| --------- | ----- | ----- | -------------------- | -------------------- | -------------------- | -------------------- | -------------------- | -------------------- | -------------------- | -------------------- | -------------------- | -------------------- | -------------------- | -------------------- | -------------------- | -------------------- | -------------------- | -------------------- | -------------------- | -------------------- | -------------------- |
| 1995      | FSU   | 0     | Não jogou - Redshirt | Não jogou - Redshirt | Não jogou - Redshirt | Não jogou - Redshirt | Não jogou - Redshirt | Não jogou - Redshirt | Não jogou - Redshirt | Não jogou - Redshirt | Não jogou - Redshirt | Não jogou - Redshirt | Não jogou - Redshirt | Não jogou - Redshirt | Não jogou - Redshirt | Não jogou - Redshirt | Não jogou - Redshirt | Não jogou - Redshirt | Não jogou - Redshirt | Não jogou - Redshirt | Não jogou - Redshirt |
| 1996      | MAR   | 15    | 78                   | 1 709                | 21,9                 | 28                   | —                    | 1                    | 2                    | 0                    | 2                    | 18                   | 612                  | 34,0                 | 0                    | 88                   | —                    | —                    | —                    | —                    | —                    |
| 1997      | MAR   | 13    | 96                   | 1 820                | 19,0                 | 26                   | 90E                  | 2                    | 29                   | 1                    | 32E                  | 14                   | 263                  | 18,8                 | 0                    | 49                   | 25                   | 271                  | 10,8                 | 0                    | 58                   |
| Total     | Total | 28    | 174                  | 3 529                | 20,3                 | 54                   | 90E                  | 3                    | 31                   | 1                    | 32E                  | 32                   | 875                  | 27,3                 | 0                    | 88                   | 25                   | 271                  | 10,8                 | 0                    | 58                   |

- Inclui estatísticas do Motor City Bowl de 1997 contra Universidade do Mississippi.[21]

### Recorde da NCAA

#### Temporada regular da Division I-AA
- Mais jogos com um touchdown em uma temporada – 11 (1996)
- Mais jogos consecutivos com um touchdown em uma temporada – 11 (1996)
- Mais jardas recebidas por um calouro em uma temporada – 1073 (1996)
- Mais recepções para touchdown por um calouro em uma temporada – 19 (1996 – recordes em todas as divisões da NCAA)

#### Playoffs da Division I-AA
- Mais touchdown em uma jogo – 4 (vs. Montana, 21 de Dezembro de 1996)
- Mais jardas recebidas em um jogo – 288 (vs. Delaware, 30 de Novembro de 1996)
- Mais recepções para touchdown em um torneio – 9 (4 jogos em 1996)
- Mais jardas recebidas em um torneio – 636 (4 jogos em 1996)

## Carreira profissional
| Altura                              | Peso  | Comprimento do braço | Tamanho da mão | Corrida de 40 jardas | Corrida de 10 jardas | Corrida de 20 jardas | 20-ss  | 3-cone | Salto vertical | Amplo  | Wonderlic |
| ----------------------------------- | ----- | -------------------- | -------------- | -------------------- | -------------------- | -------------------- | ------ | ------ | -------------- | ------ | --------- |
| 1,92 m                              | 88 kg | 0,86 m               | 0,24 m         | 4,19 s               | 1,52 s               | 2,66 s               | 4,17 s | 7,19 s | 1,30 m         | 2,97 m | 17        |
| Todos os valores do Combine de 1998 |       |                      |                |                      |                      |                      |        |        |                |        |           |

### Draft de 1998 da NFL
Durante o Draft de 1998, Moss, que foi projetado como uma escolha de primeira rodada, foi escolhido pelo Minnesota Vikings com a 21ª escolha geral depois que várias franquias da NFL - até mesmo aqueles que precisavam de um WR - estavam preocupados com os problemas legais de Moss.
A equipe mais citada por não selecionar Moss é o Dallas Cowboys. Moss cresceu como fã dos Cowboys e queria jogar lá. Os Cowboys queriam Moss, mas por causa de muitos incidentes fora do campo, o dono da equipe e GM, Jerry Jones, não sentiam que a equipe poderia escolher Moss. Moss sentiu que os Cowboys mentiram para ele porque lhe disseram que iriam seleciona-lo. No dia do draft, Michael Irvin, jogador do Dallas, até ligou para pedir desculpas a Moss, porque os problemas fora de campo de Irvin eram a principal razão pela qual Moss não foi selecionado por Dallas.
Depois do draft, Moss fez questão de bater nos Cowboys a qualquer momento em que os enfrentou, conseguindo sua primeira oportunidade na Semana 13 de sua temporada de estreia. Em um jogo realizado no Texas Stadium, Moss incendiou Dallas com uma performance de 163 jardas e 3 touchdowns.
Após o draft, Moss assinou um contrato de 4 anos, no valor de US$ 4,5 milhões, que incluiu mais US$ 4 milhões em bônus e incentivos. Como parte do acordo, ele recebeu um bônus de assinatura de US$ 2 milhões. Moss originalmente usava #18 no campo de treinamento (um número que eventualmente usaria no Oakland Raiders), mas mudou para o # 84 antes do início da pré-temporada.

### Minnesota Vikings

#### Temporada de 1998
Em 1998, Moss ajudou os Vikings a se tornar o ataque número 1 na época, estabelecendo o recorde de pontuação em uma única temporada (mais tarde superado pelo New England Patriots de 2007, uma equipe que também contou com Moss), com 556 pontos.
Os Vikings abriram a temporada com uma goleada de 31-7 contra o Tampa Bay Buccaneers. O primeiro jogo da Moss na NFL também seria seu primeiro jogo multi-touchdown, já que ele teve 4 recepções para 95 jardas e dois touchdowns.
Seu primeiro jogo no Monday Night Football aconteceu na semana 5 contra o Green Bay Packers no Lambeau Field. Ele teve 5 recepções para 190 jardas e dois touchdowns.
Eles terminaram com uma campanha de 15-1 e estavam sendo cotados para representar a NFC no Super Bowl XXXIII. No entanto, o Atlanta Falcons surpreendeu os Vikings vencendo a Final da NFC por 30-27 na prorrogação.
No final da temporada regular de 1998, Moss foi nomeado para o Pro Bowl e Novato do Ano da NFL por seus 17 touchdown e a terceira maior marca em jardas (1 313).

#### Temporada de 1999
Em 1999, Moss teve outra temporada impressionante, tendo 80 recepções para 1 413 jardas e 11 touchdowns, incluindo um retorno de punt para touchdown. Ele teve 5 recepções para 127 jardas e um touchdown na vitória dos Vikings nos playoffs por 27-10 sobre o Dallas Cowboys. O Minnesota perdeu no Divisional Round para o St. Louis Rams por 49-37, apesar do Moss ter recebido nove passes para 188 jardas e dois touchdowns.
Moss foi multado em US$ 40 000, que depois foi reduzido para US$ 25 000, durante o jogo devido a jogar água em um árbitro da NFL. Havia uma estipulação de que ele teria que pagar a diferença além de qualquer outra multa se tivesse outro confronto com a liga.
Moss ganhou sua segunda aparição no Pro Bowl e teve um desempenho recorde: 9 recepções para 212 jardas. Ele recebeu o prêmio de MVP do Pro Bowl.

#### Temporada de 2000
A temporada de 2000 começou com os Viking tendo um recorde de 7-0 e Moss sendo um dos principais candidatos a MVP. Pela segunda vez em três temporadas, Moss puniu o Dallas Cowboys em Dallas no Dia de Ação de Graças, incluindo um espetacular segundo touchdown em que Moss pegou a bola com todo o seu corpo fora de campo, além de seus dedos.
Moss terminou a temporada com 1 437 jardas e 15 touchdowns. Ao fazê-lo, ele se tornou o jogador mais jovem e mais rápido a conseguir mais de 3 000 jardas e 45 touchdowns, o que lhe garantiu sua terceira viagem consecutiva ao Pro Bowl e a segunda seleção à equipe All Pro.
Os Vikings chegariam a Final da NFC, apenas para serem derrotados por 41-0 pelo New York Giants.

#### Temporada de 2001
Na offseason, Moss e seu agente Danté DiTrapano começaram a negociar um novo contrato com o Minnesota Vikings. Ele estava programado para ganhar 3,5 milhões de dólares em 2001. Mas Moss, que estava entrando no último ano do contrato que ele assinou em 1998, estava procurando um acordo de longo prazo que o tornaria o jogador mais bem pago da NFL. Seu agente disse: "Queremos quebrar a tradição dos quarterbacks serem os jogadores mais bem pagos". Uma opção que os Vikings tinham seria aplicar a franchise tag após o término da temporada, mas fontes afirmaram que Moss solicitaria uma troca se isso acontecesse.
Pouco antes do início dos treinos em julho, o dono do Vikings, Red McCombs, assinou com Moss uma extensão de contrato de US$ 75 milhões por 8 anos. A extensão incluiu um bônus de assinatura de US$ 10 milhões e outros US$ 8 milhões em garantias.
Apesar de terminar a temporada com 10 touchdowns e ter pelo menos 1 000 jardas pela quarta temporada consecutiva, Moss não conseguiu ir para o Pro Bowl pela primeira vez em sua carreira.

#### Temporada de 2002
Mike Tice foi nomeado treinador principal em 10 de janeiro de 2002. Uma das estratégias que o treinador criou foi uma fórmula para colocar Moss com a bola mais frequentemente. Tice chamou isso de "Randy Ratio". Um assistente técnico ficava de fora durante os jogos e rastreava quantas vezes Moss tinha sido jogado, e então informava Tice das porcentagens para que ele estivesse sempre ciente disso. Na temporada de 2001, a campanha dos Vikings foi de 4-1, quando Moss teve 40% dos passes em sua direção e 1-10 em outros jogos.
A estratégia foi uma resposta às "Regras de Randy", como o receptor dos Vikings, Chris Walsh, as chamou. As Regras de Randy, semelhantes às Regras de Jordan, eram uma estratégia defensiva que as equipes empregavam quando enfrentavam os Vikings para tentar eliminar ou reduzir o impacto de Randy no jogo.
O treinador Tice discutiu a estratégia, explicando que Moss estaria executando rotas mais curtas e intermediárias. No campo de treinamento, Moss trabalhou especificamente em 12 novas rotas que ele raramente executou em suas primeiras 4 temporadas da NFL. O treinador Tice disse: "Quando dizemos Randy Ratio, todo mundo na liga pensa, 'OK, agora eles vão jogar a bola para Randy mais e mais e mais. Isso está tão longe da verdade."
O Randy Ratio não durou muito tempo, com Tice descantando a ideia a meio da temporada de 2002. Randy Moss disse: "Eu realmente não me importo muito com o Randy Ratio quando ele foi criado. Eu só queria ganhar." Enquanto Moss recebeu 106 passes, ele também teve apenas 7 touchdown, e os Vikings tiveram uma campanha de 6-10. Tice sugeriu depois da temporada que era um erro informar os adversários sobre seu plano de jogo ofensivo, mas que era uma ferramenta "para motivar [Moss] e dizer que ele era o cara".

#### Temporada de 2003
Moss melhorou seus números na temporada regular de 2003, onde ele se tornou o segundo wide receiver da história da NFL (Jerry Rice em 1995) a ter 12 partidas (ele jogou 16) com uma média de 100 jardas e um touchdown por jogo. Ele terminou com 111 recepções para 1 632 jardas e 17 touchdowns. Todos os três números empataram ou se tornaram um novo recorde pessoal para Moss. Vikings terminou com um recorde de 9-7.
Na offseason, ele participou do programa de força e condicionamento dos Vikings e acrescentou cinco quilos de músculo ao seu corpo.

#### Temporada de 2004
Moss começou a temporada forte com 8 touchdowns em seus primeiros 5 jogos da temporada. No entanto, ele sofreu uma lesão na perna direita contra o New Orleans Saints na semana 6, que o tirou das próximas cinco semanas.
Ele voltou na semana 7 contra o Tennessee Titans, mas não teve recepções em um jogo pela primeira vez em sua carreira. Ele também jogou na semana seguinte contra os Giants, mas novamente não registrou recepções e foi usado principalmente como um chamariz. A lesão acabou por afastá-lo por 3 semanas consecutivas. Ele retornou definitivamente na semana 12 com um touchdown contra o Jacksonville Jaguars.
Mesmo tendo terminado a temporada com 13 touchdowns em 13 jogos, ele registrou baixas na carreira em recepções (49) e jardas (767). 2004 foi a primeira temporada em sua carreira que ele não conseguiu atingir a marca de 1 000 jardas.
Moss foi para o Pro Bowl cinco vezes em sua carreira de sete anos com o Minnesota Vikings (1998-2000, 2002 e 2003).

### Oakland Raiders

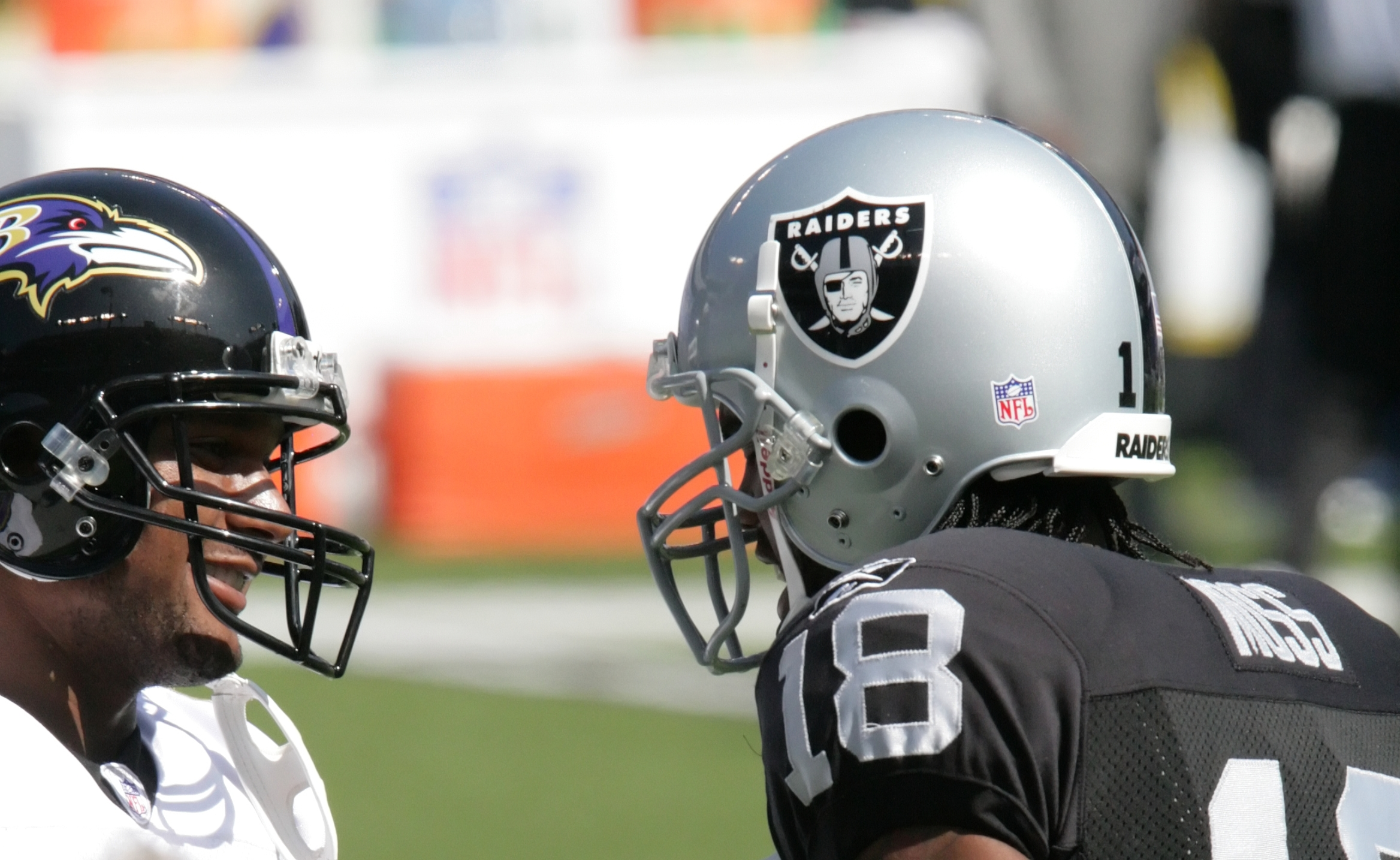
Moss com os Raiders em 2006

Em 2 de março de 2005, Moss foi negociado com o Oakland Raiders em troca do linebacker Napoleon Harris, a escolha de primeira rodada dos Raiders (Minnesota selecionou Troy Williamson) e escolhas de sétima rodada no Draft da NFL. A adição de um jogador de calibre de Moss gerou otimismo em Oakland, mas o jogo pobre dos Raiders continuou, enquanto Moss sofreu lesões lancinantes que limitavam sua produção. Ele superou a marca de 1 000 no último dia da temporada de 2005, terminando o ano com 1 005 jardas em 60 recepções. No entanto, Moss só conseguiu 553 jardas em 42 recepções em 2006.
Moss não estava feliz em Oakland, e em 14 de novembro de 2006, quando foi homenageado por ter um prêmio em homenagem a ele, ele respondeu a perguntas sobre seus passes perdidos e esforço sem brilho em vários jogos. Moss disse: "Talvez porque eu esteja infeliz e não esteja muito empolgado com o que está acontecendo, então, minha concentração e meu nível de foco tendem a diminuir quando estou de mau humor". Dias depois, ele reiterou sua infelicidade em perder jogos e ser um membro dos Raiders em seu segmento semanal com a Fox Sports Radio, dizendo: "Eu talvez queira ansiosamente mudar para outro lugar no ano que vem para ter outro começo".

### New England Patriots

#### Temporada de 2007

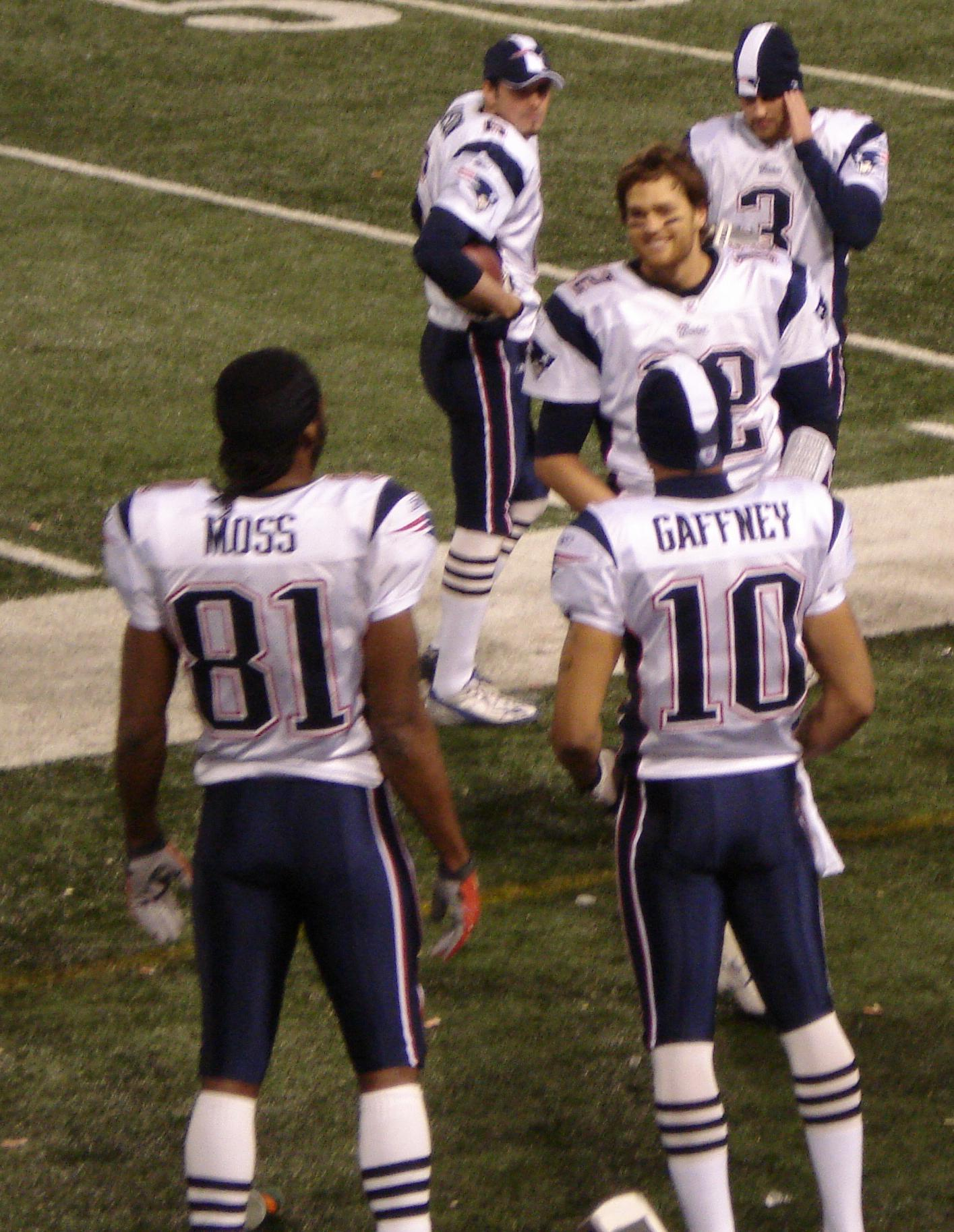
Moss falando com Tom Brady

Durante o primeiro dia do Draft da NFL de 2007, os Patriots e Raiders discutiram a troca várias vezes antes de chegarem a um acordo. Bill Belichick falou com Moss pela primeira vez sobre a possibilidade de se juntar aos Patriots às 2:30 da manhã de domingo. Moss, em seguida, embarcou em um avião e chegou em Boston naquela manhã de 29 de abril e foi obrigado a passar por uma avaliação física. Uma vez que ele foi liberado, as equipes completaram uma troca que mandou Randy Moss para New England em troca de uma escolha na quarta rodada do Draft de 2007 da NFL. Os Patriots haviam adquirido o draft do dia anterior do San Francisco 49ers e os Raiders selecionaram John Bowie.
Uma das condições da troca era que Randy Moss teria que reestruturar seu contrato por razões de salário. Apenas algumas horas antes do fechamento do Moss, o quarterback Tom Brady, converteu US$ 5,28 milhões de seu salário base em 2007 em um bônus de assinatura que foi distribuído pela parte restante de seu contrato para liberar o teto. Isso permitiu que os Patriots absorvessem o contrato de Moss sob o teto salarial. Moss tinha dois anos restantes em seu contrato atual e estava programado para ganhar US$ 9,75 milhões em 2007 e US$ 11,25 milhões em 2008. Uma vez que os Patriots tinham Moss em seu elenco, ele rapidamente concordou em um novo contrato de um ano para substituir seu antigo contrato. O novo acordo deu a ele um bônus de assinatura de US$ 500 000, um salário base de US$ 2,5 milhões e a capacidade de ganhar um adicional de US$ 1,75 milhão em incentivos.
"Eu ainda estou admirado por fazer parte desta organização", disse Moss, claramente entusiasmado em se juntar a uma equipe que poderia disputar o Super Bowl e trabalhar com o técnico Belichick. "Eu acho que ele é o tipo de treinador que pode me motivar. Ele tem um histórico comprovado."
Na primeira semana de treinamento, durante um exercício 11-on-11, Moss sofreu uma lesão na perna esquerda. Como precaução, a lesão impediu Moss de participar de qualquer jogo de pré temporada e perdeu muito do resto dos treinamentos.
Seu primeiro jogo pelos Patriots veio contra o New York Jets na semana 1. Ele rapidamente acalmou os críticos que afirmaram que suas habilidades haviam se deteriorado quando teve 9 recepções para 181 jardas, incluindo um passe de 51 jardas para touchdown, no qual ele passou por 3 defensores dos Jets.
Em 4 de novembro de 2007, James Black, editor da NFL para o Yahoo! Sports escreveu: "Além de ultrapassar pelo menos um defensor para um touchdown, [Moss] continua fazendo incríveis jogadas de uma mão que fazem você resmungar: 'Como diabos ele inventou isso?'"
Em 29 de dezembro, os Patriots derrotaram o New York Giants por 38-35, terminando sua temporada regular com uma campanha perfeita de 16-0. Moss teve dois passes de touchdown para um total de 23, quebrando o recorde de touchdowns em uma única temporada previamente estabelecidas por Jerry Rice. Moss registrou 98 recepções para 1 493 jardas em 2007. Sua temporada de 2007 apresentou touchdowns em 13 dos 16 jogos (incluindo 8 jogos multi-touchdown), nove jogos de 100 jardas e seis recepções de touchdown de 40 ou mais jardas.
Apesar de sua temporada recorde de 2007, Moss foi relativamente tranquilo nos playoffs tendo 2 jogos consecutivos sem um touchdown pela primeira vez em toda a temporada. No entanto, no Super Bowl XLII, ele marcou o primeiro touchdown com 2:42 restantes no quarto quarto em um passe de 6 jardas de Tom Brady. No entanto, isso ainda não foi suficiente para permitir que os favoritos Patriots eclipsassem a temporada invicta com uma vitória no Super Bowl, realizada pelo Miami Dolphins de 1972. Eli Manning e os Giants ganharam o jogo por 17-14.

#### Temporada de 2008
Em 28 de fevereiro de 2008, Moss tornou-se um agente livre depois que os Patriots decidiram não colocar franchise tag em Moss. Embora houvesse rumores de que o Dallas Cowboys, o Philadelphia Eagles e o Green Bay Packers tinham interesse em Moss, ele decidiu voltar aos Patriots, assinando um contrato no valor de US$ 27 milhões em 3 de março de 2008. O contrato incluiu um bônus de assinatura de US$ 12 milhões e um total de US$ 14,1 milhões garantidos.
O primeiro jogo da temporada 2008 viu Brady sofrer uma lesão no Ligamento cruzado anterior do joelho esquerdo. A jogada ocorreu no primeiro tempo contra o Kansas City Chiefs, quando o safety Bernard Pollard mergulhou na perna de Brady enquanto estava em seu movimento de arremesso. Moss descreveu o que viu na jogada dizendo: "Sempre que você vê algo assim, isso parece sujo, parece sujo, abre seus olhos. Então, eu, pessoalmente, acho q foi sujo". Matt Cassel substituiu Brady pelo resto da temporada.
Em 2008, Moss teve 69 recepções para 1 008 jardas e 11 touchdowns, apesar de perder o quarterback Tom Brady no primeiro jogo da temporada.

#### Temporada de 2009

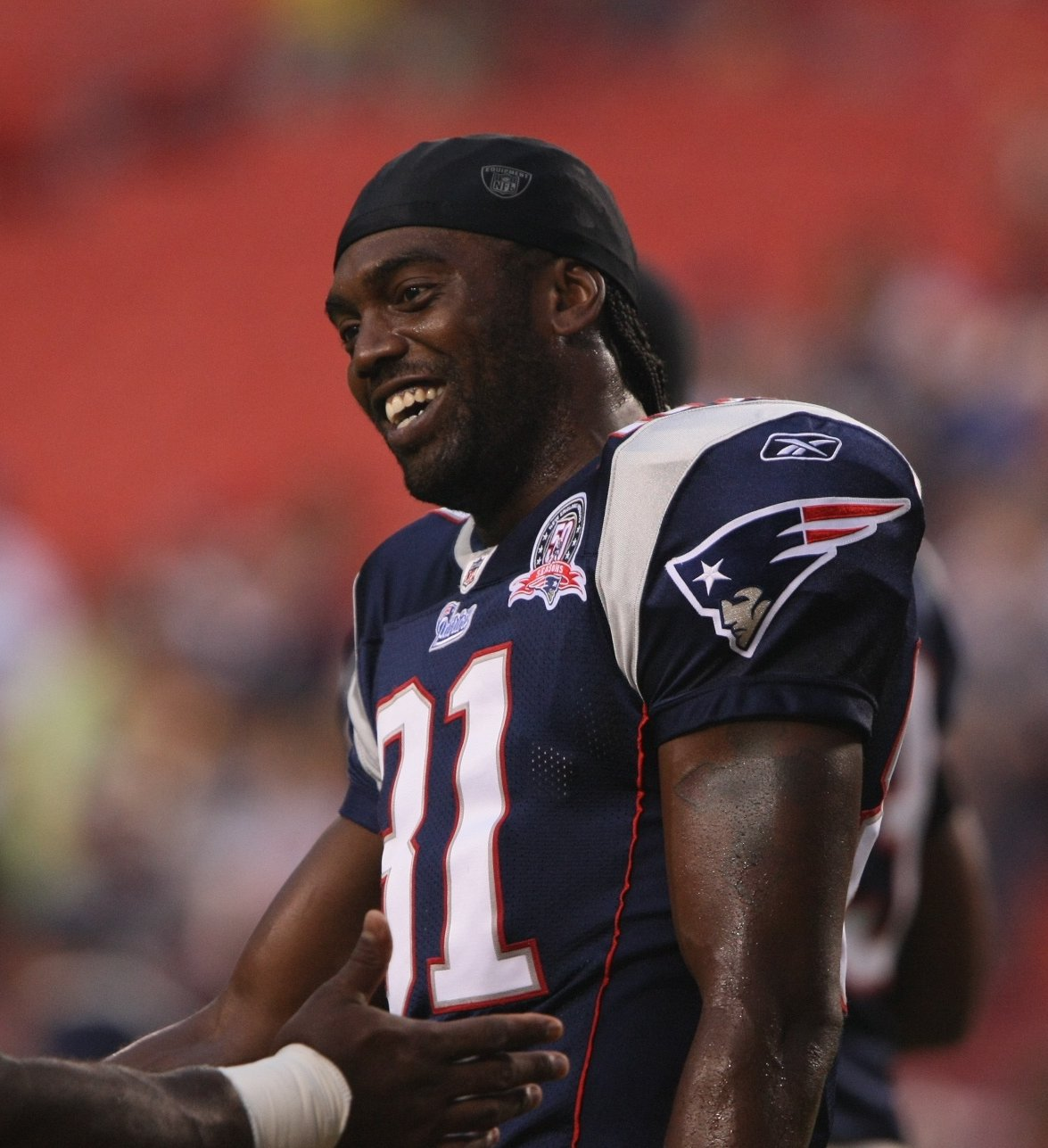
Moss em 2009

Na abertura da temporada de 2009, Moss teve 12 recepções para 141 jardas em uma vitória por 25-24 os Bills. Na semana 6 contra o Tennessee Titans, Moss pegou três passes para touchdown de Tom Brady, dois deles no segundo quarto, quando Brady estabeleceu um recorde de passes para touchdown em um único quarto, com cinco. Este foi o 34º jogo multi-touchdown de Moss e o seu 8º jogo com 3 ou mais touchdowns.
Durante a semana dos adeptos dos Patriots, Belichick afirmou que Moss "é o receptor mais inteligente que já esteve aqui". Ele comparou a habilidade de Moss em ver o campo e antecipar as jogadas com Tom Brady e Lawrence Taylor, que Belichick treinou quando estava no New York Giants. Ele disse que Moss não só sabe o que está fazendo em uma jogada, mas o que todo mundo está fazendo também. "Isso é o que os torna especiais. Eles só têm um sexto, sétimo sentido", disse Belichick.
Na semana 9 contra o Miami Dolphins, Moss teve 6 recepções para 147 jardas e 1 touchdown. A recepção do touchdown foi o 140º da sua carreira, o que o levou a empatar em 2º lugar na lista de todos os tempos com Terrell Owens.
Na semana seguinte, contra o Indianapolis Colts, Moss teve 179 jardas e dois touchdowns, incluindo um touchdown de 63 jardas no 2º quarto que o colocou à frente de Terrell Owens para a posse exclusiva do 2º lugar na lista de todos os tempos. No mesmo jogo, ele se tornou apenas o 11º jogador na história da NFL com mais de 900 recepções e o sétimo jogador a atingir mais de 14 000 jardas de recepção na carreira.
Ele terminou a temporada com 83 recepções para 1 264 jardas e 13 touchdowns.

#### Temporada de 2010
Na semana que antecedeu a abertura da temporada 2010 dos Patriots contra o Cincinnati Bengals, Moss, que estava entrando no último ano de contrato, disse à CBS Sports que "não se sentia querido" pelos Patriots pois ainda não tinha recebido uma oferta de extensão contratual. Moss iria ter 5 recepções para 59 jardas no jogo. Após o jogo, Moss disse aos repórteres que seria sua última temporada com os Patriots. O Boston Herald informou semanas depois que Moss solicitou uma troca após o jogo.
Moss teve duas recepções na semana 2 contra o New York Jets, incluindo um touchdown de 34 jardas que ele pegou com uma mão após vencer o cornerback Darrelle Revis. Na semana seguinte contra o Buffalo Bills, Moss teve mais duas recepções, ambas para touchdowns. Seu último jogo nos Patriots aconteceu na semana 4 no Monday Night Football contra o Miami Dolphins; ele não registrou uma recepção pela primeira vez em sua carreira nos Patriots.

### Retorno para Minnesota

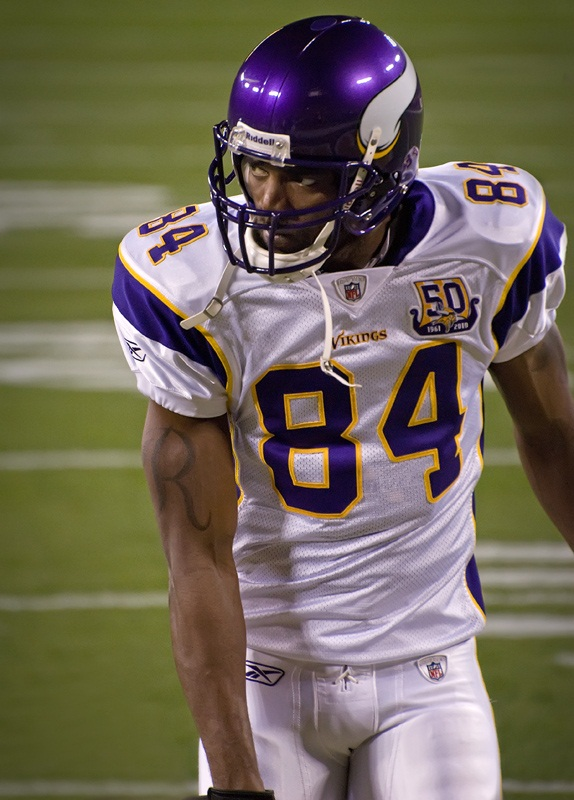
Randy Moss com os Vikings em 2010

Dois dias depois do jogo dos Patriots contra o Miami, Moss foi negociado para o Minnesota Vikings, em troca da escolha de terceira rodada dos Vikings (mais tarde usada para selecionar o quarterback Ryan Mallett) no Draft de 2011. Os Patriots também enviaram uma seleção do sétimo round para os Vikings como parte da troca.
Em 1º de novembro, menos de quatro semanas depois de ser negociado para Minnesota, o treinador dos Vikings, Brad Childress, disse aos jogadores dos Vikings em uma reunião de equipe que Moss seria dispensado pela equipe, um dia depois de criticar Childress e companheiros de equipe em uma entrevista coletiva após a derrota dos Vikings para os Patriots no Gillette Stadium. Pouco antes da coletiva de imprensa, Moss teria dito ao proprietário do time, Zygi Wilf, que Childress não estava apto para treinar na NFL e deveria ser demitido. Wilf supostamente considerou demitir Childress e manter Moss, mas Moss foi oficialmente dispensado no dia seguinte, 2 de novembro. Childress acabou sendo demitido em 22 de novembro.

### Tennessee Titans
Moss foi contratado pelo Tennessee Titans, a única equipe a apresentar uma proposta, em 3 de novembro de 2010. Moss jogou oito partidas com os Titans, sendo titular em quatro. Ele fez seis recepções para 80 jardas e nenhum touchdown.
Moss terminou a temporada de 2010 com baixos de carreira em recepções (28) e jardas (393). Os Titans afirmaram que não planejavam manter Moss na temporada de 2011 e ele se tornou um agente livre.

### Aposentadoria e retorno
Em 1º de agosto de 2011, o agente de Moss, Joel Segal, anunciou a decisão de Moss de se aposentar do futebol americano profissional.
Em 13 de fevereiro de 2012, seu aniversário de 35 anos, Moss anunciou que estava saindo da aposentadoria e estava pronto para jogar novamente. Em um bate-papo ao vivo com seus fãs via Ustream, Moss afirmou: "Eu quero jogar futebol americano. Seu filho vai voltar aqui e jogar futebol americano, então estou muito empolgado. Eu tive algumas coisas que tive que ajustar na vida."

### San Francisco 49ers

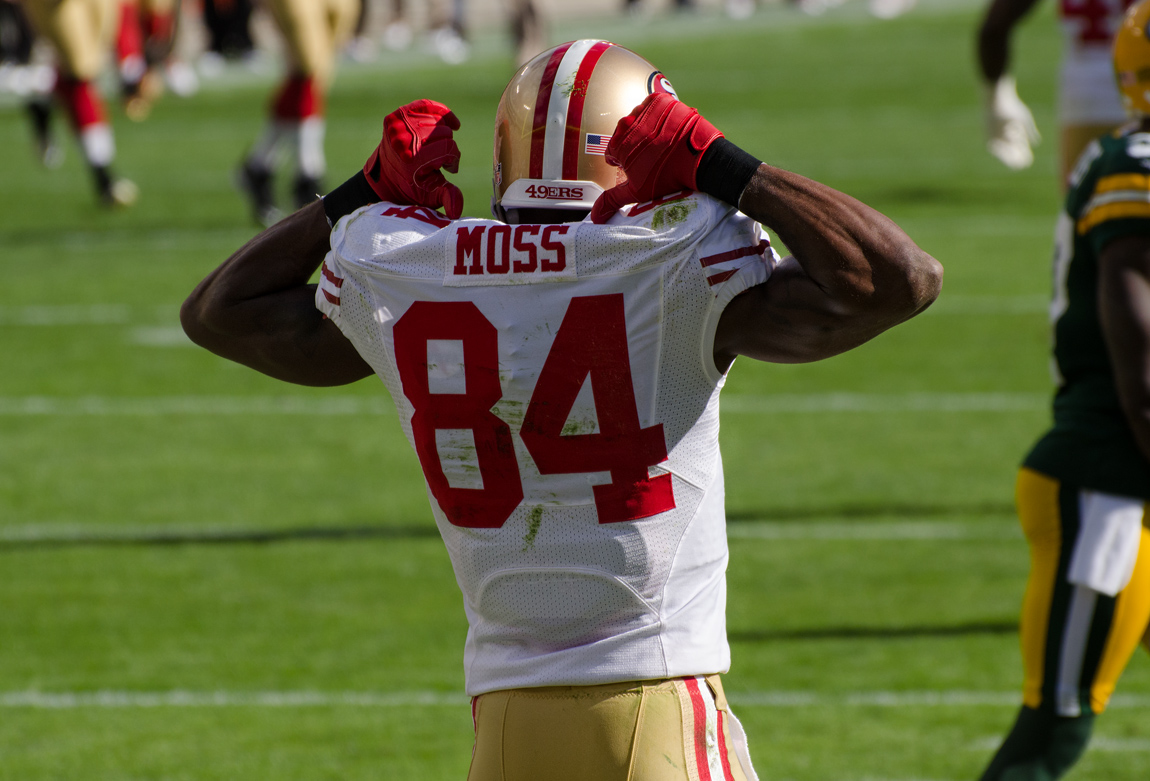
Randy Moss com os 49ers

Em 12 de março de 2012, Moss assinou um contrato de um ano com o San Francisco 49ers por termos financeiros não divulgados após um treino com o treinador da equipe, Jim Harbaugh.
Em 9 de setembro de 2012, Moss pegou sua 154ª recepção para touchdown e, posteriormente, passou Terrell Owens pela posse exclusiva do posto de 2º na lista de mais recepções para touchdown em todos os tempos. Depois que Alex Smith sofreu uma concussão contra o St. Louis Rams na semana 10, Colin Kaepernick assumiu como quarterback da equipe, mas Moss teve pelo menos duas recepções em cada um dos cinco jogos restantes da temporada regular.
Ele terminou a temporada com 28 recepções para 434 jardas e três touchdowns. Desde a aposentadoria de Terrell Owens, no final de 2010, ele era o líder ativo da NFL em jardas recebidas.
Moss acabaria por jogar no Super Bowl XLVII, onde teve duas recepções para 41 jardas na derrota por 31-34 para o Baltimore Ravens.

## Estatísticas da carreira
|          |          |       | Recebendo | Recebendo | Recebendo | Recebendo | Recebendo | Correndo | Correndo | Correndo | Correndo | Correndo | Passando | Passando | Passando | Passando | Passando | Passando | Retornando | Retornando | Retornando | Retornando |
| Ano      | Time     | Jogos | Rec       | Jardas    | Média     | TD        | Long      | Ten      | Jardas   | Média    | TD       | Long     | Ten      | Comp     | Jardas   | TD       | INT      | Rating   | Ten        | Jardas     | TD         | Long       |
| -------- | -------- | ----- | --------- | --------- | --------- | --------- | --------- | -------- | -------- | -------- | -------- | -------- | -------- | -------- | -------- | -------- | -------- | -------- | ---------- | ---------- | ---------- | ---------- |
| 1998     | MIN      | 16    | 69        | 1 313     | 19,0      | 17        | 61E       | 1        | 4        | 4,0      | 0        | 4        | —        | —        | —        | —        | —        | —        | 1          | 0          | 0          | 0          |
| 1999     | MIN      | 16    | 80        | 1 413     | 17,7      | 11        | 67E       | 4        | 43       | 10,8     | 0        | 15       | 1        | 1        | 27       | 1        | 0        | 158,3    | 17         | 162        | 1          | 64E        |
| 2000     | MIN      | 16    | 77        | 1 437     | 18,7      | 15        | 78E       | 3        | 5        | 1,7      | 0        | 9        | —        | —        | —        | —        | —        | —        | —          | —          | —          | —          |
| 2001     | MIN      | 16    | 82        | 1 233     | 15,0      | 10        | 73E       | 3        | 38       | 12,7     | 0        | 18       | 1        | 1        | 29       | 0        | 0        | 118,8    | —          | —          | —          | —          |
| 2002     | MIN      | 16    | 106       | 1 347     | 12,7      | 7         | 60        | 6        | 51       | 8,5      | 0        | 25       | 3        | 1        | 13       | 1        | 0        | 87,5     | 1          | 11         | 0          | 11         |
| 2003     | MIN      | 16    | 111       | 1 632     | 14,7      | 17        | 72        | 6        | 18       | 3,0      | 0        | 11       | 1        | 0        | 0        | 0        | 0        | 39,6     | 1          | 22         | 0          | 22         |
| 2004     | MIN      | 13    | 49        | 767       | 15,7      | 13        | 82E       | —        | —        | —        | —        | —        | 2        | 1        | 37       | 0        | 1        | 56,2     | —          | —          | —          | —          |
| 2005     | OAK      | 16    | 60        | 1 005     | 16,8      | 8         | 79        | —        | —        | —        | —        | —        | —        | —        | —        | —        | —        | —        | —          | —          | —          | —          |
| 2006     | OAK      | 13    | 42        | 553       | 13,2      | 3         | 51        | —        | —        | —        | —        | —        | —        | —        | —        | —        | —        | —        | —          | —          | —          | —          |
| 2007     | NE       | 16    | 98        | 1 493     | 15,2      | 23        | 65E       | —        | —        | —        | —        | —        | —        | —        | —        | —        | —        | —        | —          | —          | —          | —          |
| 2008     | NE       | 16    | 69        | 1 008     | 14,6      | 11        | 76E       | 2        | 0        | 0,0      | 0        | 2        | —        | —        | —        | —        | —        | —        | —          | —          | —          | —          |
| 2009     | NE       | 16    | 83        | 1 264     | 15,2      | 13        | 71E       | —        | —        | —        | —        | —        | —        | —        | —        | —        | —        | —        | —          | —          | —          | —          |
| 2010     | NE       | 4     | 9         | 139       | 15,4      | 3         | 35E       | —        | —        | —        | —        | —        | —        | —        | —        | —        | —        | —        | —          | —          | —          | —          |
| 2010     | MIN      | 4     | 13        | 174       | 13,4      | 2         | 37E       | —        | —        | —        | —        | —        | —        | —        | —        | —        | —        | —        | —          | —          | —          | —          |
| 2010     | TEN      | 8     | 6         | 80        | 13,3      | 0         | 26        | —        | —        | —        | —        | —        | —        | —        | —        | —        | —        | —        | —          | —          | —          | —          |
| 2012     | SF       | 16    | 28        | 434       | 15,5      | 3         | 55        | —        | —        | —        | —        | —        | —        | —        | —        | —        | —        | —        | —          | —          | —          | —          |
| Carreira | Carreira | 218   | 982       | 15 292    | 15,6      | 156       | 82E       | 25       | 159      | 6,4      | 0        | 25       | 8        | 4        | 106      | 2        | 1        | 95,8     | 20         | 195        | 1          | 64E        |

### Recordes
- Mais touchdowns em uma temporada – 23 (2007)
- Mais touchdowns em uma temporada como calouro – 17 (1998)
- Mais temporadas com 17 ou mais touchdown – 3 (1998, 2003, 2007)
- Mais temporadas com 16 ou mais touchdown – 3 (1998, 2003, 2007)
- Mais temporadas com 11 ou mais touchdown – 8 – empatado com Jerry Rice
- Mais temporadas com 10 ou mais touchdown – 9 – empatado com Jerry Rice
- Mais jogos em uma temporada com pelo menos 2 touchdown – 8 (2007)
- Um de dois jogadores a ter +1 600 jardas e +16 touchdowns em uma temporada (2003), o outro é Calvin Johnson (2011)
- Mais touchdowns nos primeiros 10 jogos com um novo time – 16 (2007)
- Mais de +1 200 jardas nas primeiras temporadas da carreira – 6 (1998, 1999, 2000, 2001, 2002, 2003)
- Mais TD do que jogos em 4 diferentes temporadas: 1998 (17 TDs em 16 jogos), 2003 (17 em 16 jogos), 2004 (13 em 13 jogos), e 2007 (23 em 16 jogos)[64]
- Jogador mais jovem a ter 100 touchdown (29 anos e 235 dias)
- Jogador mais jovem a ter 120 touchdown (30 anos e 313 dias)
- Mais touchdowns ofensivo nas primeiras duas temporadas: 28 (Empatado com Rob Gronkowski)

## Caridade
Moss participou, fundou e financiou muitos empreendimentos de caridade desde que ingressou na NFL, especialmente voltado para ajudar crianças. Muitas vezes, quando fala sobre seu trabalho de caridade, ele disse que só aguarda ansiosamente por "ver sorrisos". Ele doou roupas e alimentos para famílias carentes, distribuiu mochilas grátis para as crianças da escola da região de Boston e realizou sessões de autógrafos. Ele também transportou crianças para parques de diversão, jogos da NBA e até jogos da NFL em que ele jogou.
Em 29 de junho de 2005, ele lançou o torneio de caridade Randy Moss Celebrity Invitational. O torneio foi um evento de um dia que reuniu celebridades e patrocinadores corporativos com pescadores profissionais para arrecadar dinheiro para a Smile Network, que é uma fundação que fornece assistência financeira a crianças com problemas bucais tratáveis, como fenda palatina. O lema dos torneios é "peixe para um sorriso".
Em 2008, Moss formou a fundação Links for Learning, que foi criada para ajudar crianças em seu Estado natal, Virgínia Ocidental, e para construir centros de aprendizagem para as populações estudantis mais necessitadas. Em junho, ele e seu ex-colega de escola, Jason Williams, foram os anfitriões do primeiro torneio anual de golfe de caridade no Sleepy Hollow Country Club em Hurricane, Virginia Ocidental.
Em março de 2009, a fundação de Moss fez uma doação que permitiu que o Hospital de Mulheres e Crianças de Charleston, Virgínia Ocidental, comprasse um "Centro de Diversão" da Fundação Starlight para seus pacientes. O 'Fun Center' é um sistema de entretenimento portátil de cabeceira equipado com TV, DVD player e 22 jogos do Nintendo Wii.
Na manhã de 24 de novembro de 2009, Moss voou de volta para a Virgínia Ocidental para entregar pessoalmente os jantares de Ação de Graças para as famílias na área de Charleston. Ele ficou apenas algumas horas antes de ter que voltar para Massachusetts para um treinos dos Patriots no final do dia.

## Controvérsias

### Incidente de trânsito
Em 24 de setembro de 2002, no centro de Minneapolis, Minnesota, Moss estava dirigindo e estava se preparando para fazer uma curva ilegal. Um oficial de controle de tráfego, percebendo o que estava prestes a fazer, parou na frente de seu veículo e ordenou que ele parasse. Relatos de testemunhas oculares do evento diferem neste momento, mas Moss não cumpriu a ordem do oficial e ele foi atingida por seu veículo e caiu no chão. Moss foi preso e uma busca em seu veículo revelou uma articulação equivalente a menos de um grama de maconha em seu cinzeiro. Inicialmente acusado de suspeita de assalto com arma e contravenção de maconha, Moss passou a noite na prisão e foi libertado na manhã seguinte.
Moss se declarou culpado de uma infração de trânsito e foi condenado a pagar uma multa de US$ 1 200 e realizar 40 horas de serviço comunitário. Enquanto as acusações criminais foram, portanto, eliminadas, a ação civil interposta pelo agente de controle de tráfego trouxe uma multa substancial. Moss alegou que a maconha não era sua e que ele havia deixado amigos usarem seu carro antes do acidente.

### Celebração
Em 9 de janeiro de 2005, o Minnesota Vikings jogou com o rival Green Bay Packers. Moss terminou o jogo com 4 recepções para 70 jardas e dois touchdowns na vitória por 31-17. Após a segunda pontuação, Moss trotou para a baliza da end zona e fingiu puxar as calças para a lua em frente aos fãs de Green Bay. O narrador Joe Buck chamou de "ato repugnante".

### Uso de maconha
Em abril de 1996, Moss fumou um baseado pouco antes de se entregar à prisão. Ele estava programado para terminar o restante de sua sentença de 30 dias por contravenção, enquanto cursava o ensino médio. Durante sua primeira semana na prisão, Moss recebeu um teste de drogas que deu positivo. Ele foi colocado em confinamento solitário por uma semana e teve sua pena aumentada em 60 dias. O Treinador Bobby Bowden revogou sua bolsa de estudos e Moss foi dispensado da Universidade Estadual da Flórida.
Moss testou positivo em 2001 para a maconha no âmbito do programa de abuso de substâncias da NFL e foi sujeito a triagem aleatória de drogas adicionais por dois anos. Uma primeira violação da política de drogas da NFL pode resultar em até 10 testes por mês. Moss não falhou em um teste de drogas da NFL novamente e foi retirado do programa depois de dois anos.
Em agosto de 2005, durante uma entrevista com Bryant Gumbel, Moss admitiu que fumou maconha durante sua carreira na NFL. Quando perguntado se ele ainda usava maconha atualmente, Moss respondeu "Eu poderia. Eu poderia me divertir. E, você sabe, espero... Eu não vou entrar em nenhum problema com a NFL dizendo isso, você sabe. Eu tive me divertido ao longo dos meus anos e, você sabe, predominantemente na offseason".
A entrevista atraiu críticas e seu agente tentou dizer que suas palavras foram tiradas do contexto. Em resposta, Moss disse: "Na verdade, eu estava falando no passado no início da minha carreira e da minha infância - especialmente no ensino médio e na faculdade".

### Denúncias de violência
Em 15 de janeiro de 2008, a estação de rádio WDBO, sediada em Orlando, informou que Moss "foi" atingido por uma liminar temporária para proteção contra a violência no namoro. De acordo com o depoimento, Moss bateu em Rachelle Washington, causando ferimentos graves, e depois se recusou a permitir que ela procurasse atendimento médico. O depoimento do Condado de Broward revela que Moss não pode chegar a menos de 150 metros da vítima e não pode usar ou possuir armas de fogo.
No dia seguinte, em uma coletiva de imprensa, Moss alegou que a mulher estava simplesmente à procura de dinheiro, porque seu advogado ameaçou entrar com uma ação judicial e ela pediu dinheiro para resolver o problema antes de se tornar público. Ele também afirmou em sua defesa que ele nunca atacou uma mulher em toda a sua vida e pediu que a mídia e os fãs "descobrissem os fatos" antes de "correrem para o julgamento". Além disso, o advogado de Moss, em um e-mail para o Boston Globe, acusou o advogado da mulher de "ameaças flagrantes e tentativas de extorquir dinheiro" de Moss.
Em 3 de março de 2008, Rachelle Washington entrou com papéis no escritório do secretário da Corte do Condado de Broward solicitando que a medida cautelar fosse dissolvida e o caso encerrado. Nenhuma acusação criminal foi registrada no incidente.

## Vida pessoal
Os pais de Moss são Maxine Moss e Randy Pratt. Moss tem pouco contato com o pai. Ele tem uma irmã chamada Lutisia e um irmão Eric, que teve um curto período na NFL como um offensive tackle no Minnesota Vikings.
Moss tem quatro filhos com sua ex-namorada, Libby Offutt: Sydney, Senali, Thaddeus e Montigo. Thaddeus jogou futebol americano como um tight end/defensive end na Boone County High School, St. Albans High School (W.Va) e Lincoln (RI) High antes de se transferir para a Victory Christian Center High School em Charlotte, Carolina do Norte, onde Randy era contratado como treinador-adjunto (coordenador defensivo) em junho de 2014. Em 2016, Thaddeus foi o tight end da Universidade Estadual da Carolina do Norte. Em 24 de abril de 2017, Thaddeus anunciou que estaria transferindo para a Universidade do Estado da Luisiana. Seu outro filho, Sydney, é um jogador de basquete na Divisão III da NCAA, no Thomas More College, e estabeleceu o recorde de pontos no Torneio da NCAA da Divisão III de 2014.
Após sua dispensa pelos 49ers, Moss foi contratado como analista do programa Fox Football Daily.
Em julho de 2016, Moss ingressou na ESPN como analista, aparecendo no Sunday NFL Countdown e Monday Night Countdown.
Em dezembro de 2024, Moss anunciou que ele estava com câncer de fígado e que tinha passado por uma cirurgia antes de iniciar a rádio e quimioterapia.

## Randy Moss Motorsports
Em 29 de abril de 2008, Moss anunciou a formação da Randy Moss Motorsports, uma equipe de automobilismo na NASCAR Camping World Truck Series. Em julho de 2008, Moss anunciou que havia comprado uma participação de 50% na Morgan-Dollar Motorsports. No entanto, a equipe teria sido encerrada em 2012, de acordo com o repórter da Ray Series Dunlap.